# ستيف بوك
ستيف بوك (بالإنجليزية: Steve Book)‏ هو لاعب كرة قدم بريطاني في مركز حراسة المرمى، ولد في 7 يوليو 1969 في بورنموث في المملكة المتحدة. شارك مع منتخب إنجلترا لكرة القدم C ‏. أما مع النوادي، فقد لعب مع برايتون أند هوف ألبيون وسويندون تاون وفوريست غرين ونادي باث سيتي ونادي بريستول روفيرز ونادي تشيلتنهام تاون ونادي سلاو تاون ونادي لينكولن سيتي.

## وصلات خارجية
- ستيف بوك على موقع قاعدة بيانات كرة القدم.إي يو (الإنجليزية)
- ستيف بوك على موقع Soccerbase.com (لاعب) (الإنجليزية)